# Finse Agrarische Partij
De Finse Agrarische Partij (Fins: Maalaisliitto) was een Finse politieke partij. 
Maalaisliitto werd in 1906 opgericht als moderne agrarische partij. De partij richtte zich vooral op de kleine en landloze boeren. De partij was voor algemeen kiesrecht en een kleine landhervorming om zo de landloze boeren een stuk grond te kunnen geven. In 1906 kreeg Finland algemeen, enkelvoudig kiesrecht. In 1907 kreeg Maalaisliitto 51.000 stemmen, goed voor 9 zetels in het Finse parlement. In de jaren daarna groeide de Agrarische Partij uit tot grote politieke partij. Bij de verkiezingen oktober 1917 - vlak voor de Finse onafhankelijkheid - ging de partij van 19 naar 27 zetels.
Na de Finse onafhankelijkheidsverklaring (november 1917) speelde de Agrarische Partij een belangrijke rol in de Finse politiek. Tot haar opheffing in 1965 leverde de partij drie presidenten en 8 ministers-presidenten.   
Premier Kyösti Kallio voerde begin jaren 20 een landhervorming door. De "Lex Kallio", zoals de landhervormingswet heette maakte het de staat mogelijk om land te kopen om daar landbouwnederzetting op te stichten.
In 1965 werd de partij vervangen door de Centrumpartij, die zich naast agrariërs ook op de stedelijke middenklasse ging richten.
De bekendste Maalaisliitto-politicus is Urho Kekkonen (president van Finland 1956-1982)

## Partijvoorzitters
- Otto Karhi (1906-1909)
- Kyösti Kallio (1909-1917)
- Filip Saalasti (1918)
- Santeri Alkio (1918)
- Petter Vilhelm Heikkinen (1919-1940)
- Viljami Kalliokoski (1941-1945)
- Vieno Johannes Sukselainen (1946-1964)
- Johannes Virolainen (1964-1965) (Voorzitter Centrumpartij 1965-1980)

## Partijprominenten
- Lauri Kristian Relander (president van Finland)
- Kyösti Kallio (premier, president van Finland)
- Juho Emil Sunila (premier)
- Urho Kekkonen (premier, president van Finland)
- Vieno Johannes Sukselainen (premier)
- Martti Johannes Miettunen (premier)
- Athi Karjalainen (premier)
- Johannes Virolainen (premier)
- Eemil Vihtori Luukka (premier)